# Biuro Badań Technicznych Łączności
Biuro Badań Technicznych Łączności – instytucja naukowo-doświadczalna Wojska Polskiego w II Rzeczypospolitej.
Biuro Badań Technicznych Łączności zorganizowane zostało w listopadzie 1934 roku .

## Obsada personalna biura
Pokojowa obsada personalna biura w marcu 1939 roku
- kierownik biura – ppłk łącz. inż. Kazimierz Gaberle
- zastępca kierownika – mjr łącz. Stanisław Mrazek *
- kierownik działu – kpt. łącz. Stefan II Jasiński *
- kierownik referatu – kpt. łącz. Edwin Teobald Wenske
- kierownik referatu – kpt. łącz. Władysław Bańkowski
- kierownik działu – kpt. łącz. inż. Marian Suski
- kierownik referatu – kpt. łącz. Józef Jan Sawicki
- kierownik referatu – kpt. łącz. Czesław Hattowski *
- kierownik laboratorium – kpt. łącz. inż. Franciszek Czarniecki *